# Lijst van folkmetalbands
Dit is een onvolledige lijst van folkmetalbands met een artikel op de Nederlandstalige Wikipedia.

## A
Agalloch -
Alestorm -
Alvenrad -
Amon Amarth -
Ancient Rites -
Arkona

## B
Battlelore

## D
Die Apokalyptischen Reiter

## E
Eluveitie -
Elvenking -
Ensiferum -
Equilibrium

## F
Falkenbach -
Feuerschwanz -
Finntroll -
Finsterforst -
Furor Gallico

## G
Gjallarhorn -
Grimm

## H
Heidevolk

## I
In Extremo -
Ithilien

## J
Jitiizer

## K
Kalevala - 
Korpiklaani

## M
Mägo de Oz -
Månegarm -
Melechesh -
Midnattsol -
Moonspell -
Moonsorrow -
Myrkvar

## R
Rosa Nocturna

## S
Saltatio Mortis -
Skyclad - 
Skyforger -
Solarcycles -
Stormlord -
Storm Seeker -
Subway to Sally -
Svartsot

## T
Tanzwut -
Teräsbetoni -
Turisas -
Týr

## U
Ulver

## V
Vintersorg

## W
Windir -
Wind Rose